# بریتانی مینارد
بریتانی لورین مینارد (انگلیسی: Brittany Lauren Maynard; ۱۹ نوامبر ۱۹۸۴ – ۱ نوامبر ۲۰۱۴) یک زن اهل ایالات متحده آمریکا که به مدافعی پیشرو برای کمک به خودکشی بیماران رو به مرگ (کمک برای مرگ بدون بی‌حرمتی) تبدیل شده است. وی مبتلا به نوع بیماری لاعلاج سرطان مغز بود.

## بیماری
مینارد در سپتامبر ۲۰۱۲ ازدواج کرد. در ابتدای سال ۲۰۱۴ زمانی که خانم مینارد و همسرش هنوز در منطقه خلیج سانفرانسیسکو در ایالت کالیفرنیا زندگی می‌کردند بیماری او به عنوان یکی از بدخیم‌ترین انواع سرطان مغز تشخیص قطعی داده شد. ماه آوریل پزشکانی که وضعیت وی را زیر نظر داشتند تشخیص دادند «بریتنی» به سرطان پیشرفته مغز مبتلا شده است و تنها ۶ ماه به پایان زندگی‌اش بیشتر نماند.
از آن هنگام خانم مینارد و شوهرش به ایالت مجاور، اورگن، نقل مکان کردند تا از قانونی بهره برند که به افراد مبتلا به بیماری لاعلاج امکان می‌دهد آزادانه به زندگی خود پایان دهند. خانم مینارد تا زمانی که درمان سرطان مغز به او اجازه می‌داد سعی کرد با همسرش به سفر برود.
شان کراولی، سخنگوی کارزاری که برای گسترش یافتن حق خودکشی بیماران لاعلاج در آمریکا فعالیت می‌کند، گفت خانم مینارد از سردرد و گردن درد شدید رنج می‌برد و این دردها گاهی توانایی صحبت کردن او را مختل می‌کرد.
پس از چند ماه تلاش برای درمان این بیماری و بدتر شدن تومور مغزی، متخصصان، خانم مینارد را واجد شرایط برای پایان دادن به زندگی‌اش دانستند و داروی مرگبار به او دادند، دارویی که او مدت‌ها نگه داشت تا به گفته خودش «زمان مناسب» فرا برسد.
خانم مینارد ماه قبل با ضبط یک ویدیوی کوتاه که بر وبسایت یوتیوب منتشر کرد از میل خویش به زندگی، سفر کردن و در میان دوستان و خانواده بودن سخن گفت. در این ویدیو که تاکنون بیش از ۱۰ میلیون بار دیده شده، او گفت وقتی تصمیم به مصرف داروی مرگبار بگیرد مایل است در اتاق خوابش و در کنار شوهر و مادرش باشد.

در آخرین نوشته‌ای که بریتنی روی صفحه فیس‌بوک خویش پست کرده، نوشته است:
«این تومور مغزی وحشتناک چیزهای زیادی را از من گرفت و می‌توانست بیشتر از این نیز بگیرد.»

وی در تیتر آخرین مطلب منتشره در وبسایت خویش نوشته است: 
«یک روز زندگی از برابر چشمانت می‌گذرد، مراقب باش که این تصویر ارزش دیدن داشته باشد.»
بریتانی مینارد اوایل اکتبر ۲۰۱۴ اعلام کرد که در روز اول نوامبر (۱۰ آبان ۱۳۹۳) برای آن که مجبور به زجرکشیدن بیشتر نباشد، با کمک یک داروی کشنده خودکشی خواهد کرد.

## درگذشت
بریتنی مینارد، روز شنبه ۱ نوامبر ۲۰۱۴، سه هفته پیش از تولد ۳۰ سالگی‌اش سالگی در پورتلند، اورگن با مصرف دوزی کشنده از باربیتورات که پزشک برای او تجویز کرده بود خودکشی کرد.
اعضای خانواده بریتانی مینارد از جمله همسر و مادرش در لحظه مرگ در کنارش بودند.
روز دوشنبه وقتی خبر مرگ بریتانی مینارد منتشر شد هواداران این حق در شبکه‌های اجتماعی، پایان یافتن خود خواسته زندگی او را ستایش کردند و مخالفان عمدتاً ساکت بودند. موضوع مرگ خودخواسته برای بیماران لاعلاج در آمریکا تازگی ندارد اما جوان بودن خانم مینارد و ویدئویی که او منتشر کرد باعث شد تا این بحث بار دیگر داغ شود.
خبر مرگ خودخواسته خانم مینارد روز دوشنبه منتشر شد و باردیگر بحث بر سر حق پایان دادن به زندگی برای مبتلایان به بیماری‌های لاعلاج را داغ کرد.

## قانون مرگ با عزت
از پنجاه ایالت آمریکا، قانون «مرگ با عزت» تنها در چهار ایالت برای کمک به مرگ بیماران لاعلاج اجرا می‌شد. این قانون که «مرگ با عزت» نام دارد از سال ۱۹۹۷ در ایالت اورگن به اجرا درآمده و تاکنون بیش از ۱۱۷۰ بیمار، دارویی مرگبار برای پایان دادن به زندگی خود دریافت کردند اما تنها ۷۵۲ نفر آن را مصرف کرده‌اند. علاوه بر اورگن، از چند سال قبل ایالت‌های واشینگتن، مونتانا، نیومکزیکو، و ورمونت به بیماران لاعلاج اجازه می‌دهند تا برای ادامه زندگی خود تصمیم بگیرند. جری براون فرماندار ایالت کالیفرنیا روز دوشنبه ۵ اکتبر ۲۰۱۵ قانونی شدن این قانون را در این ایالت امضا نمود و کالیفرنیا به ۴ ایالت دیگر آمریکا پیوست
قانون مرگ باعزت، یا کمک به خودکشی افراد با بیماری‌های لاعلاج، موضوعی بحث‌انگیز در آمریکاست که گروه‌های مذهبی مسیحی شدیداً با آن مخالف هستند.
برخی تحلیلگران می‌گویند احتمال دارد که این موضوع در آینده‌ای نزدیک به بحثی مهم در دیگر ایالت‌های آمریکا تبدیل شود.

## توضیحات
1. ↑  This is the official COD noted on Maynard's death certificate.
2. ↑  Daniel Esteban Diaz